# Johanna von Hanau-Lichtenberg (1507–1572)

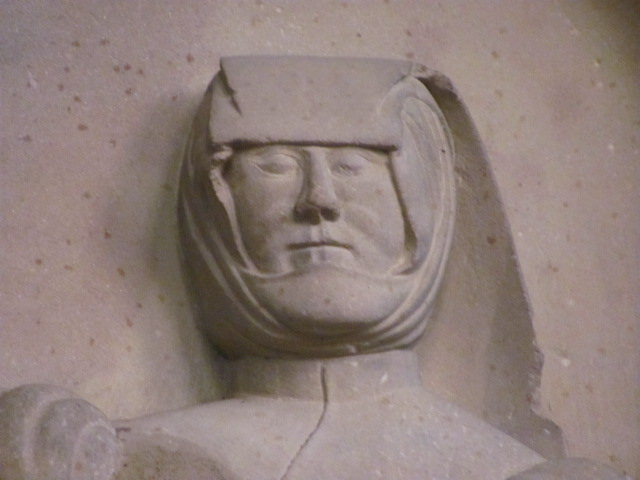
Johanna von Hanau-Lichtenberg

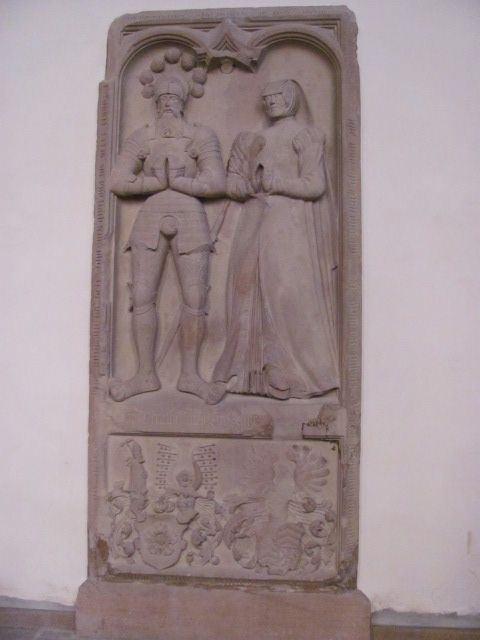
Epitaph des Grafen Wilhelm IV. von Eberstein und seiner Frau Gräfin Johanna von Hanau-Lichtenberg in der St. Jakobskirche in Gernsbach

Johanna von Hanau-Lichtenberg (* 1507; † 27. Januar 1572 auf Schloss Eberstein bei Gernsbach) war eine deutsche Adlige.

## Leben
Sie war die älteste Tochter des Grafen Philipp III. von Hanau-Lichtenberg (* 18. Oktober 1482; † 15. Mai 1538) und der Markgräfin Sibylle von Baden (* 26. April 1485; † 10. Juli 1518). Johanna heiratete am 6. November 1522 den Grafen Wilhelm IV. von Eberstein (* 3. Mai 1497; † 1. Juli 1562), 1546–1555 Präsident des Reichskammergerichts. Mehrfach werden sie und ihr Mann in der Zimmerischen Chronik erwähnt. Sie wurde am 29. Januar 1572 in der Pfarrkirche von Gernsbach beigesetzt. Das Epitaph, das sie und ihren Mann darstellt, ist dort erhalten.

## Nachkommen

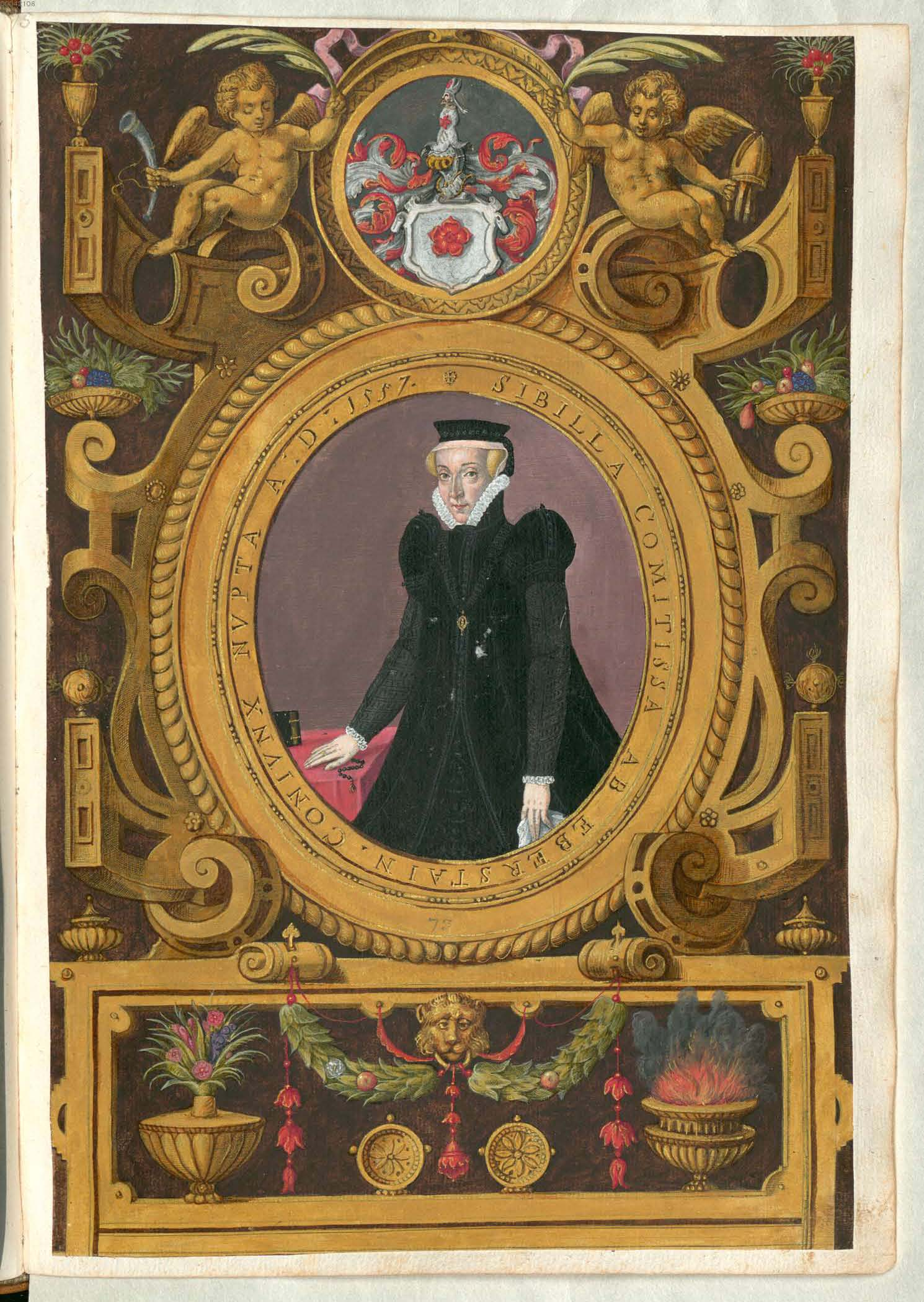
Tochter Sibylla (1531–1589)

Aus der Ehe zwischen Johanna mit Wilhelm IV. von Eberstein gingen folgende Kinder hervor:
- Philipp, II. von Eberstein (* 1523; † 11. September 1589 in Remlingen), kaiserlicher Rat, Oberster Hauptmann und Landvogt im Oberelsass. Philipp wurde 1577 wegen „Wahnsinns“ unter Vormundschaft gestellt.

⚭  Johanna de Bailleul, Dame de Douxlieu († 12. August 1563)
⚭  20. Januar 1564  Katharina zu Stolberg-Rosenberg († 1598)
- Anna  (* 1524; † 1546)
- Elisabeth (* 1526; † 1555)
- Felizitas (* 1527; † 1565), Äbtissin des Kanonissenstifts Gerresheim
- Kunigunde (* 1528; † 13. Juli 1575), verheiratet mit Graf Froben Christoph von Zimmern (* 1519; † 1566)
- Wilhelm (* 1529; † 3. Juni 1561), Domherr in Straßburg (dort später auch Domkantor und Domdechant) und Köln
- Sibylla (* 1531; † 1589), verheiratet mit Graf Markus Fugger (* 1529; † 18. April 1597).[4]
- Bruno (* 1532; † )
- Otto (* 1533; † 4. Dezember 1576), ertrunken in Antwerpen. Er war zunächst Domherr in Straßburg und wurde dann weltlich, später kaiserlicher Rat und Oberst.
- Anna (* 1536; † 1537)

## Abstammung
| Ahnentafel der Gräfin Johanna von Hanau-Lichtenberg | Ahnentafel der Gräfin Johanna von Hanau-Lichtenberg                                               | Ahnentafel der Gräfin Johanna von Hanau-Lichtenberg                                                     | Ahnentafel der Gräfin Johanna von Hanau-Lichtenberg | Ahnentafel der Gräfin Johanna von Hanau-Lichtenberg                                                      | Ahnentafel der Gräfin Johanna von Hanau-Lichtenberg | Ahnentafel der Gräfin Johanna von Hanau-Lichtenberg |
| --------------------------------------------------- | ------------------------------------------------------------------------------------------------- | --- | --- | --- | --------------------------------------------------- | --------------------------------------------------- |
| Urgroßeltern                                        | Philipp I. von Hanau-Lichtenberg (* 1417; † 1480) ⚭ Anna von Lichtenberg (* 1442; † 1474)         | Ludwig II. von Isenburg-Büdingen (* 1422; † 1511) ⚭ Maria von Nassau-Wiesbaden-Idstein (* 1438; † 1480) | Karl I. von Baden († 1475) ⚭ Katharina von Österreich (* 1424; † 1493), Tochter von Herzog Ernst dem Eisernen und Herzogin Margarethe von Pommern-Stolp | Philipp der Jüngere von Katzenelnbogen (* 1427; † 1453) ⚭ Ottilie von Nassau-Dillenburg (* 1437; † 1493) |                                                     |                                                     |
| Großeltern                                          | Philipp II. von Hanau-Lichtenberg (* 1462; † 1504) ⚭ Anna von Isenburg-Büdingen († 1522)          | Philipp II. von Hanau-Lichtenberg (* 1462; † 1504) ⚭ Anna von Isenburg-Büdingen († 1522)                | Christoph I. von Baden-Sponheim (* 1453; † 1527) ⚭ Ottilie von Katzenelnbogen (* 1451; † 1517)                                                          | Christoph I. von Baden-Sponheim (* 1453; † 1527) ⚭ Ottilie von Katzenelnbogen (* 1451; † 1517)           |                                                     |                                                     |
| Eltern                                              | Philipp III. von Hanau-Lichtenberg (* 1482; † 1538) ⚭ Sibylle von Baden-Sponheim (* 1485; † 1518) | Philipp III. von Hanau-Lichtenberg (* 1482; † 1538) ⚭ Sibylle von Baden-Sponheim (* 1485; † 1518)       | Philipp III. von Hanau-Lichtenberg (* 1482; † 1538) ⚭ Sibylle von Baden-Sponheim (* 1485; † 1518)                                                       | Philipp III. von Hanau-Lichtenberg (* 1482; † 1538) ⚭ Sibylle von Baden-Sponheim (* 1485; † 1518)        |                                                     |                                                     |
| Johanna von Hanau-Lichtenberg                       |                                                                                                   | | | |                                                     |                                                     |

## Verweise
1. ↑  Goltzené, S. 65
2. ↑  Seite:De Zimmerische Chronik 2 504.jpg, Seite:De Zimmerische Chronik 3 432.jpg, Seite:De Zimmerische Chronik 3 457.jpg, Seite:De Zimmerische Chronik 4 265.jpg.
3. ↑  Siegfried Diemer, Evang[elische] St. Jakobskirche Gernsbach (Ein Rundgang) = Schnell Kunstführer 1171, München 1984, S. 14, 16; Lötzsch, S. 8.
4. ↑  Lötzsch, S. 7ff.

| Personendaten    | Personendaten                  |
| ---------------- | ------------------------------ |
| NAME             | Hanau-Lichtenberg, Johanna von |
| ALTERNATIVNAMEN  | Johanna von Eberstein          |
| KURZBESCHREIBUNG | Gräfin von Hanau und Eberstein |
| GEBURTSDATUM     | 1507                           |
| STERBEDATUM      | 27. Januar 1572                |
| STERBEORT        | Eberstein                      |